# Mare de Déu del Blau
La Mare de Déu del Blau és una escultura gòtica de pedra policromada que es troba a la Catedral Nova de Lleida. Procedeix de la portalada dels Apòstols de la Seu Vella on estava ubicada al mainell central, tot presidint l'accés més important a l'antiga catedral. Als brancals que hi ha a banda i banda del portal s'hi van emplaçar dotze apòstols que flanquejaven la Mare de Déu.
El nom originàriament lleidatà té les seves arrels en una antiga llegenda i en el color blau, o morat, que mostra al front. La seva festivitat se celebra el 2 de febrer.

## Història

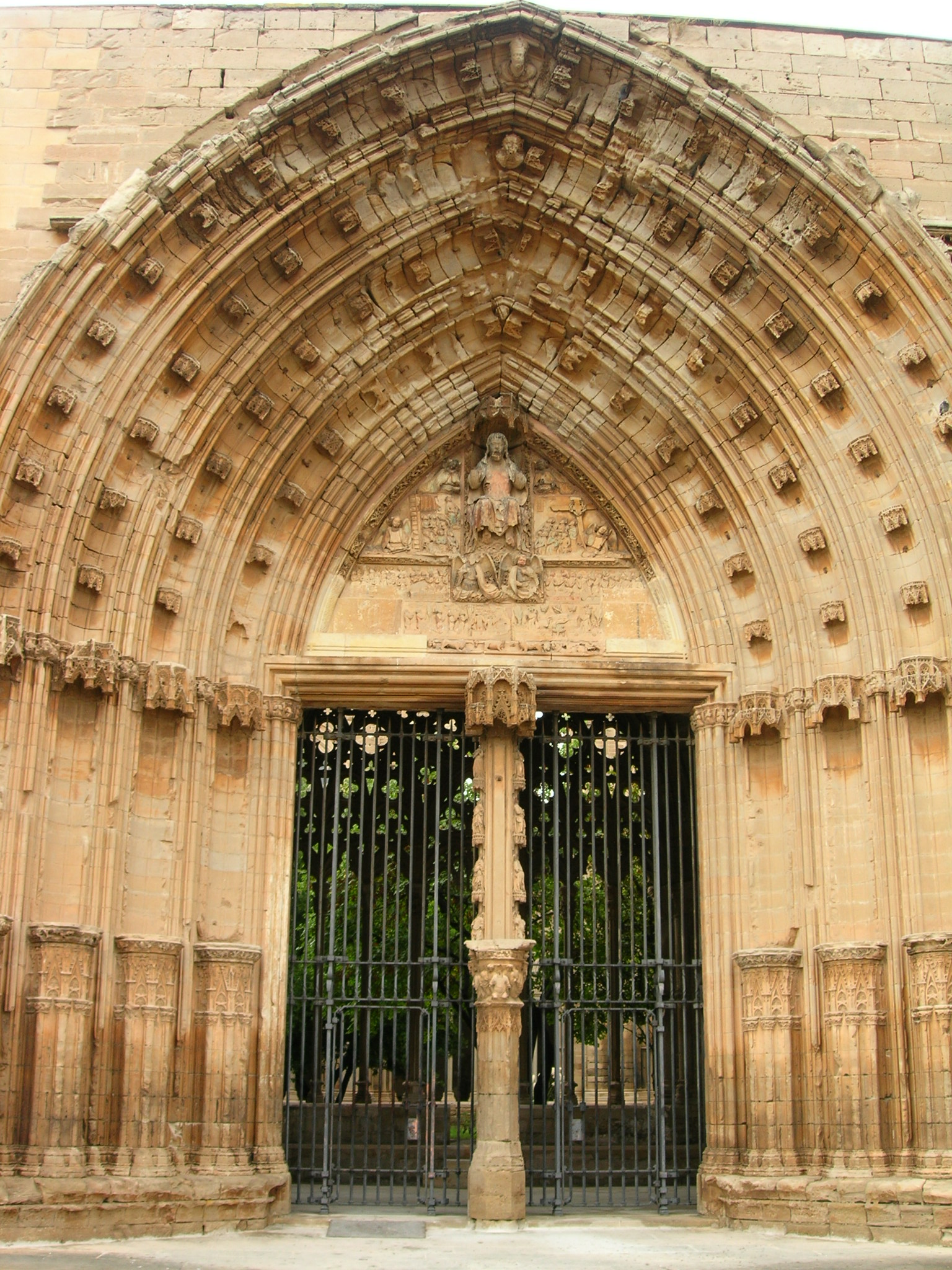
La Porta dels Apòstols de la Seu Vella dividida per un mainell, emplaçament original de la Mare de Déu del Blau.

La Mare de Déu del Blau va ser esculpida l'any 1447 per Jordi Safont, que en aquell moment era el mestre d'obra de la Seu Vella. El capítol de la catedral li va fer aquest encàrrec a fi de reemplaçar la imatge que presidia el portal dels Apòstols d'ençà el 1390, obra del també escultor Guillem Solivella. Arran de la conversió de la Seu Vella en caserna militar el 1707, la Mare de Déu del Blau va patir una sèrie de vicissituds. Així, un cop tancada l'antiga catedral, la imatge fou traslladada el 1749 a l'església de sant Pau, on va patir greus desperfectes el 1936. L'any 1939 fou restaurada per Ramon Borràs i dipositada a l'antic Hospital de Santa Maria. Allà va romandre fins al 1947, data en què fou traslladada de nou a la Seu Vella fins al 1967 que fou portada a la Seu Nova.
El 1989 l'escultura va ser restaurada, moment en què li fou recol·locat el cap del Nen Jesús i s'afegí el braç del Nen i la mà dreta de la Mare de Déu que sosté un colom. En aquells anys la imatge estava ubicada a la girola de la Catedral Nova fins que l'any 2003 fou reinstal·lada al lateral del presbiteri.
Pel que fa a l'origen del nom, la llegenda explica la rivalitat existent entre un mestre escultor i el seu deixeble: el primer, un pic va veure l'excel·lent treball que l'aprenent havia fet en l'escultura, enrabiat, va llençar un martell contra l'obra i d'aquí l'aparició del blau al front de Maria. Una primera versió afirma que el martell va rebotar i va causar la mort de l'envejós mestre, mentre que una segona versió diu que el terra es va obrir i el va engolir.